# Талибов, Нурипаша Мухтарович
Нурипаша́ Мухта́рович Тали́бов (род. 2 февраля 1960, Каспийск) — советский и российский тренер по боксу. Тренер каспийской СДЮСШОР по боксу, личный тренер чемпионов мира Альберта Селимова и Артура Бетербиева, главный тренер азербайджанской боксёрской команды Baku Fires, заслуженный тренер России (1999), мастер спорта СССР международного класса, заслуженный работник физической культуры и спорта Республики Дагестан.

## Биография
Нурипаша Талибов родился 2 февраля 1960 года в городе Каспийске, Республика Дагестан. Серьёзно заниматься боксом начал в возрасте одиннадцати лет, проходил подготовку в спортивном клубе «Олимп» под руководством заслуженного тренера РСФСР Магомеда Мусаевича Магомедова.
С 1978 года проходил срочную службу в рядах Вооружённых Сил СССР в Ростове-на-Дону, при этом продолжал принимать участие в соревнованиях по боксу, в частности одержал победу на чемпионате Северо-Кавказского военного округа в Волгограде. Позже получил высшее физкультурное образование, окончив Волгоградскую государственную академию физической культуры.
В 1984 году вернулся в Каспийск и устроился тренером в спортшколу «Олимп». Впоследствии в течение многих лет работал тренером по боксу в Государственном бюджетном учреждении дополнительного образования Республики Дагестан «Специализированная детско-юношеская спортивная школа олимпийского резерва по боксу» в Каспийске. Один из его учеников — заслуженный мастер спорта Альберт Селимов, чемпион Европы и мира, чемпион Европейских игр в Баку, участник двух летних Олимпийских игр. Другой воспитанник — заслуженный мастер спорта Артур Бетербиев, чемпион мира, двукратный чемпион Европы, так же участник двух Олимпийских игр. В разное время Талибов принимал участие в подготовке таких известных боксёров как Магомед Арипгаджиев, Руслан Хаиров, Нурутдин Магомедшафиев, Магомед Нурудинов, Махач Нурудинов и др. За выдающиеся достижения на тренерском поприще в 1999 году удостоен почётного звания «Заслуженный тренер России».
Занимал должность председателя тренерского совета при федерации бокса Республики Дагестан, директора спортивного клуба «Албана».
После завершения Олимпиады в Лондоне в 2012 году возглавил азербайджанскую боксёрскую команду Baku Fires, выступающую в полупрофессиональной лиге World Series Boxing.
С 2019 года является директором благотворительного фонда развития детско-юношеского спорта в Республике Дагестан.

## Награды
- Почётный диплом Президента Азербайджанской Республики (29 июня 2015 года) — за заслуги в развитии спорта в Азербайджане[4]